# Ян Анджей Бучацький
Ян Анджей Бучацький гербу Абданк (пол. Jan Andrzej Buczacki, пом. 1509) — польський шляхтич, урядник, дипломат Королівства Польського. Представник підгаєцької гілки роду Бучацьких.

## Життєпис
Син Якуба Бучацького з Підгаєць — старшого — воєводи руського, та його дружини Анни зі Спрови гербу Одровонж. 
Замолоду служив при дворі великого князя литовського (потім короля) Олександра. Керівник штатної коронної роти (організована за часів короля Яна І Ольбрахта для оборони Руси, Поділля). У 1497, 1498 роках був біля великого князя литовського Олександра у буковинському поході, заслужив його увагу. За військові заслуги отримав від короля Яна І Ольбрахта маєтки Монастирчани, Хотків, Черніїв, инші в Галицькій земли. Як ротмістр найманців у 1499—1501 роках брав участь та відзначився у відбитті нападів татар на Галичину.
Після смерті батька став власником Бучача. Був серед послів, які уклали з царем Московії Іваном ІІІ 6-річний мир. 1502 року розбив сильний татарський загін, який заглибився на територію Литви. У березні 1503 року був серед диломатів на переговорах воєводи ленчицького Пйотра Мишковського з московитами. У 1505 році уклав з братом Яном Феліксом угоду щодо поділу спадку батька.
Був коронним підчашим, старостою меджибозьким, через 2 роки старостою равським. Отримав від короля половину річного чиншу, сплаченого львівськими жидами; у приватному володінні мав містечко Литвинів (разом з братами Яном Феліксом, Якубом), також купив кілька сіл.
1508 року був посланий королем Сиґізмундом І Старим до Литви через вбивство Заберезинського, повстання Глинського. На початку 1509 року був разом із Гермолаушем Садковським посланий королем з дипмісією до Угорщини, турецького султана для відновлення перемир'я, завдання виконав.
Помер несподівано у червні або липні 1509 року на зворотній дорозі в Темешварі, там був похований.

### Сім'я
Дружина — Ядвіґа, княжна з Луковила (ймовірно, з князів на Лукомлі у Вітебському воєводстві). На момент смерти діти були малолітні, відоме ім'я сина Єжи.